# NGC 2137
NGC 2137 је расејано звездано јато у сазвежђу Златна риба које се налази на NGC листи објеката дубоког неба.
Деклинација објекта је - 69° 28' 55" а ректасцензија 5h 53m 13,2s. Привидна величина (магнитуда) објекта NGC 2137 износи 12,7 а фотографска магнитуда 12,9. NGC 2137 је још познат и под ознакама ESO 57-SC49.